# Pax Ottomana

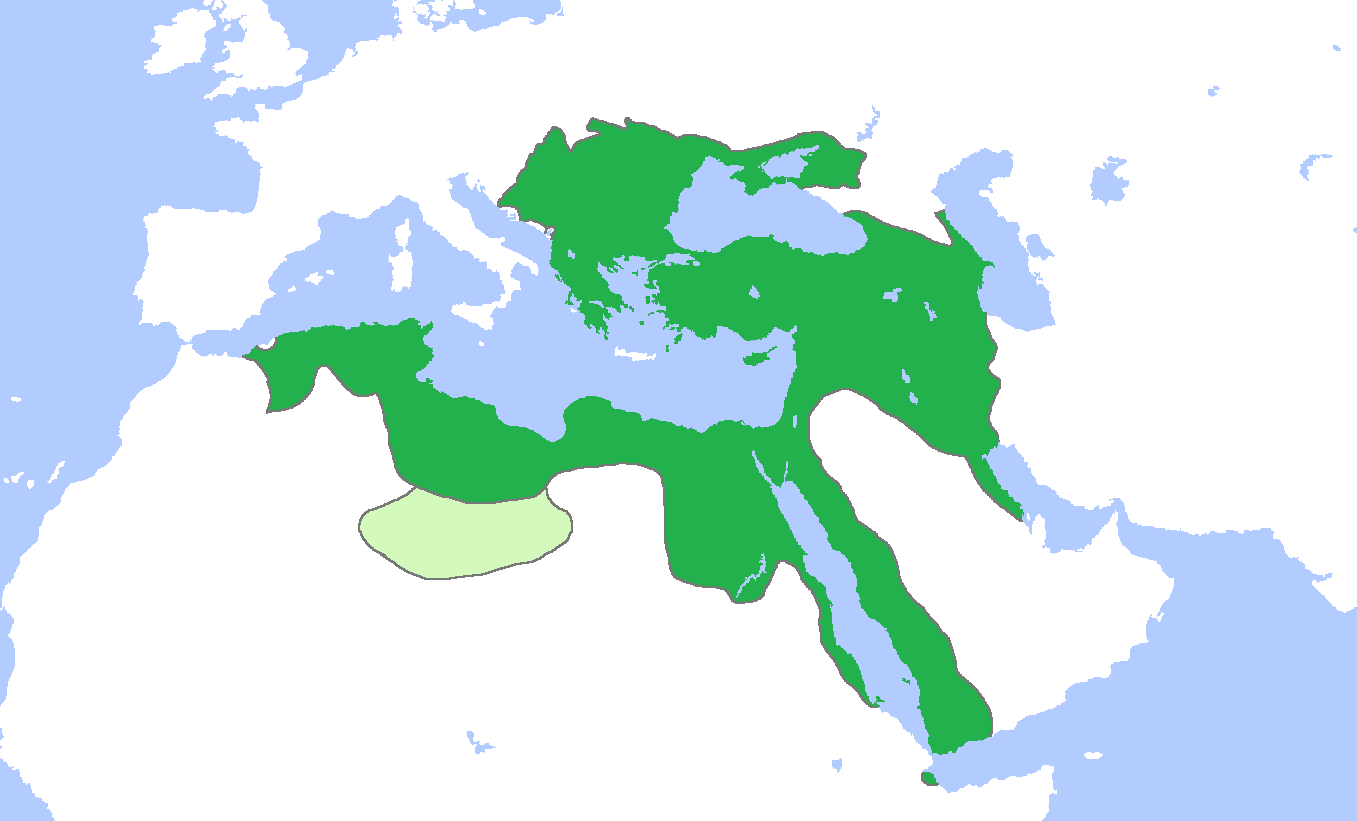
El Imperio otomano durante el.

En historiografía, Pax Ottomana (literalmente «Paz Otomana») o Pax Ottomanica es la estabilidad económica y social alcanzada en las provincias conquistadas por el Imperio otomano, que, en el apogeo de su poder imperial durante los siglos XVI y XVII, cubrió los Balcanes, Anatolia, Oriente Medio, el Norte de África y el Cáucaso.
El término es preferido en particular por los historiadores y escritores que tienen una opinión positiva del gobierno otomano y destaca el impacto positivo del gobierno otomano en las regiones conquistadas. Comparan este periodo favorablemente con la inestabilidad experimentada antes de la conquista otomana y con el período posterior a la Primera Guerra Mundial, cuando solo Asia Menor y Tracia Oriental quedaron bajo el dominio turco.
El término se deriva por analogía de la «Pax Romana».